# Xylorhiza
Xylorhiza es un género de plantas con flores perteneciente a la familia  Asteraceae. Comprende 18 especies descritas y solo 10 aceptadas.
Suele tener flores silvestres de color azul a morado o blanco los rayos florales y de color amarillo el centro del disco. Son nativos de América del Norte occidental.

## Taxonomía
El género fue descrito por Thomas Nuttall y publicado en Transactions of the American Philosophical Society, new series, 7: 297–298. 1840.
Etimología
Xylorhiza: nombre genérico que deriva de las palabras griegas: xylon =  "madera", y rhiza = "raíz", que significa, por tanto, "con una raíz leñosa".

## Especies seleccionadas
A continuación se brinda un listado de las especies del género Xylorhiza aceptadas hasta junio de 2012, ordenadas alfabéticamente. Para cada una se indica el nombre binomial seguido del autor, abreviado según las convenciones y usos. 
- Xylorhiza cognata (Hall) T.J. Wats.
- Xylorhiza confertifolia (Cronq.) T.J. Wats.
- Xylorhiza cronquistii Welsh et Atwood
- Xylorhiza glabriuscula Nutt.
- Xylorhiza orcuttii (Vasey et Rose) Greene
- Xylorhiza tortifolia (Torr. et Gray) Greene
- Xylorhiza venusta (M.E. Jones) Heller
- Xylorhiza wrightii (Gray) Greene